# Zita Okaikoi
Zita Sabah Okaikoi est une femme politique ghanéenne, ancienne ministre du Tourisme du Ghana, actuellement ambassadrice du Ghana en Afrique du Sud.

## Formation
Zita Okaikoi est diplômée de l'université des sciences et technologies Kwame Nkrumah et de l'École de droit du Ghana.

## Vie politique
Zita Okaikoi est la première ministre de l'Information dans le gouvernement Congrès national démocratique du président John Atta Mills. Elle occupe ce poste durant la première année du gouvernement Mills. Elle est nommée ministre du Tourisme par le président Mills lors du remaniement ministériel de janvier 2010. 
Elle a suscité la controverse en 2010 quand elle est ostensiblement partie aux États-Unis au cours de sa grossesse pour avoir un bébé.
Le 4 janvier 2011, Akua Dansua lui succède au poste de ministre du Tourisme.